# 金井古墳
金井古墳（かないこふん）は、群馬県渋川市金井にある古墳。形状は円墳。渋川市指定史跡に指定されている。

## 概要
群馬県中部、榛名山北東麓の傾斜地において、榛名山二ッ岳の噴火に伴う軽石層（Hr-FP、6世紀中葉）を切り開いて、山寄せで築造された古墳である。1956年（昭和31年）・1990年（平成2年）に発掘調査が実施されている。
墳形は円形で、直径14メートルを測る。墳丘裾部には葺石が巡らされる。埋葬施設は両袖式の横穴式石室である。玄室・羨道・前庭部からなる石室で、石材には切石・自然石が用いられ、玄門・羨門を良好に遺存する。副葬品としては少なく、鉄釘・鉄鏃・須恵器・土師器が検出されたのみである。築造時期は古墳時代終末期の7世紀末葉頃と推定され、平地からは見通せない谷部に位置する点では典型的な終末期古墳になる。
古墳域は1973年（昭和48年）に渋川市指定史跡に指定されている。

## 遺跡歴
- 1956年（昭和31年）、発掘調査（群馬大学）。
- 1973年（昭和48年）8月20日、渋川市指定史跡に指定。
- 1990年（平成2年）、史跡整備・渋川市誌編纂事業に伴う発掘調査（渋川市教育委員会、2022年に報告書刊行）。

## 埋葬施設

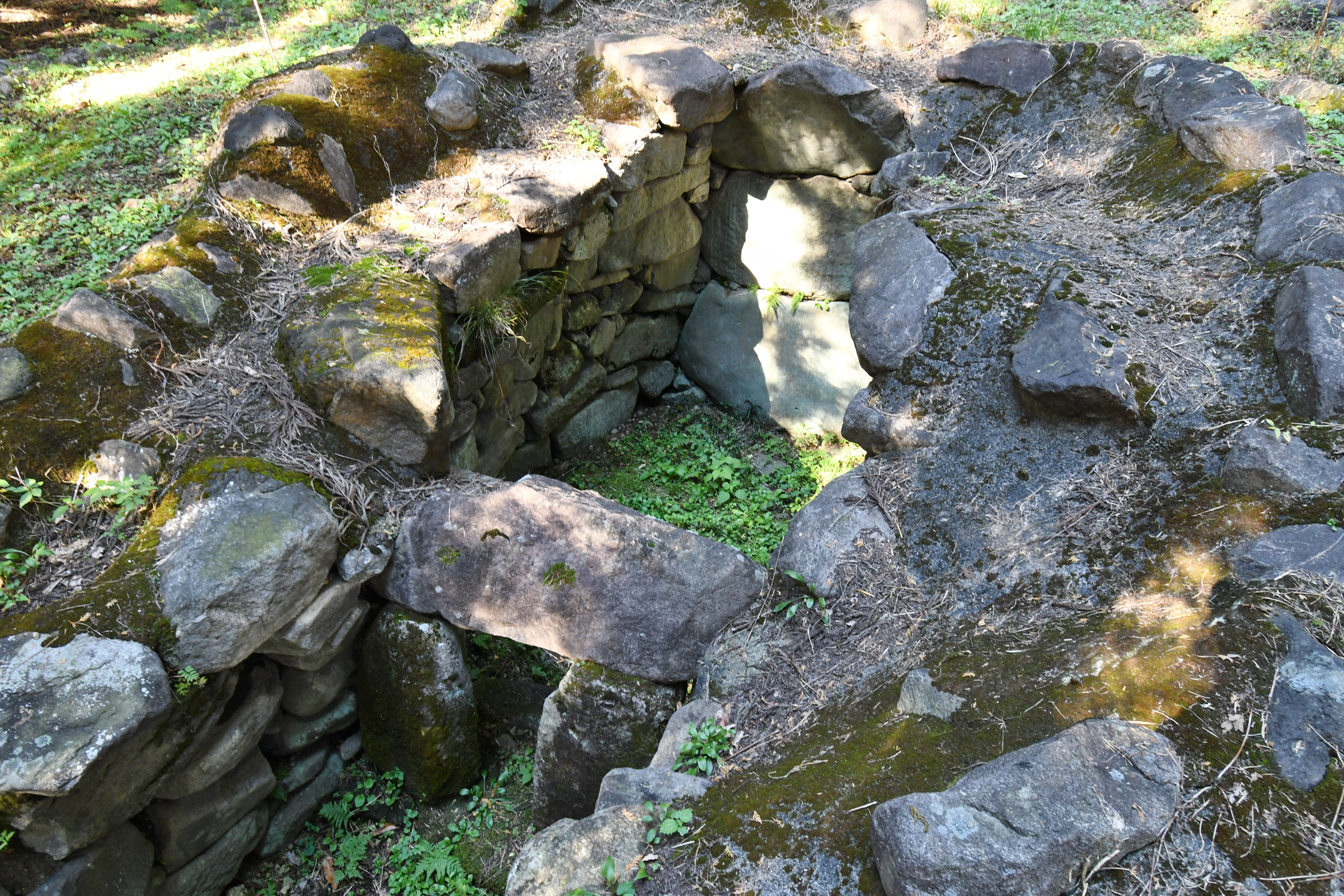
石室 玄室

埋葬施設としては両袖式横穴式石室が構築されている。石室の規模は次の通り。
- 石室全体：長さ5メートル、幅1.8メートル[3]
- 玄室：長さ2.3メートル、幅2メートル（中央部）、高さ2.1メートル[1]
- 羨道：長さ2.75メートル、幅1.2メートル（入り口部）[1]

石室の石材は角閃石安山岩の切石と自然石。玄室の平面形は、中央部が膨らむ胴張り形である。石室の天井石は抜かれており、側壁上部も破壊されている。玄室・羨道・前庭部の間では、それぞれ玄門・羨門が設置される。玄門では、左右袖部の石が突出して門柱をなし、その上には冠石が載り、手前に扉石として切石2枚が立てられる。羨門では、ブロック状の切石が積み上げられ、閉塞部の前面にも切石を積む。羨門の前には前庭部を伴い、祭祀が行われたと推測される。
出土品として、石室内からは鉄釘・鉄鏃片が、前庭部からは須恵器（大甕・坏・有蓋短頸壺）・土師器（坏）が検出されている。

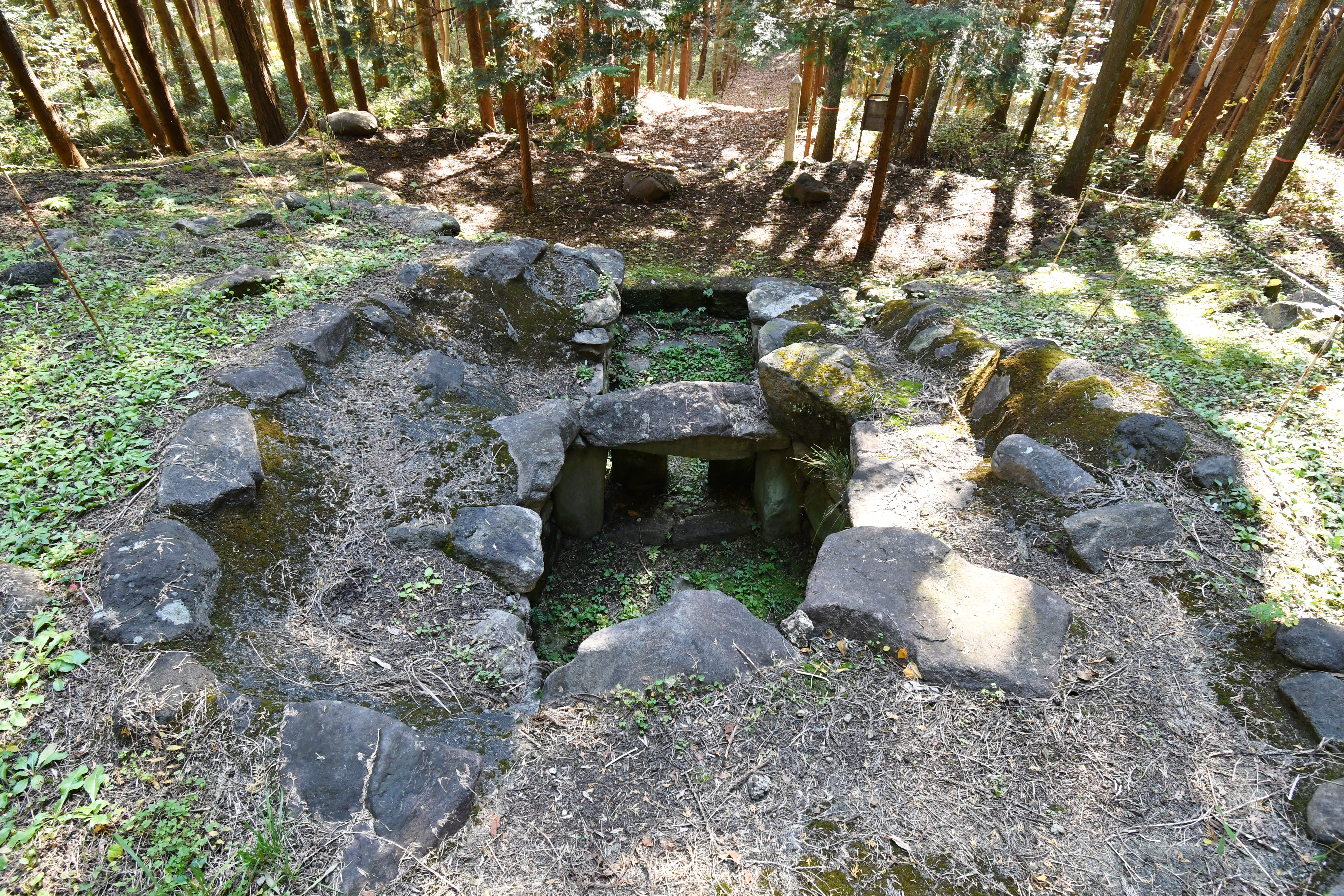
石室（玄室から羨道・前庭部方向）
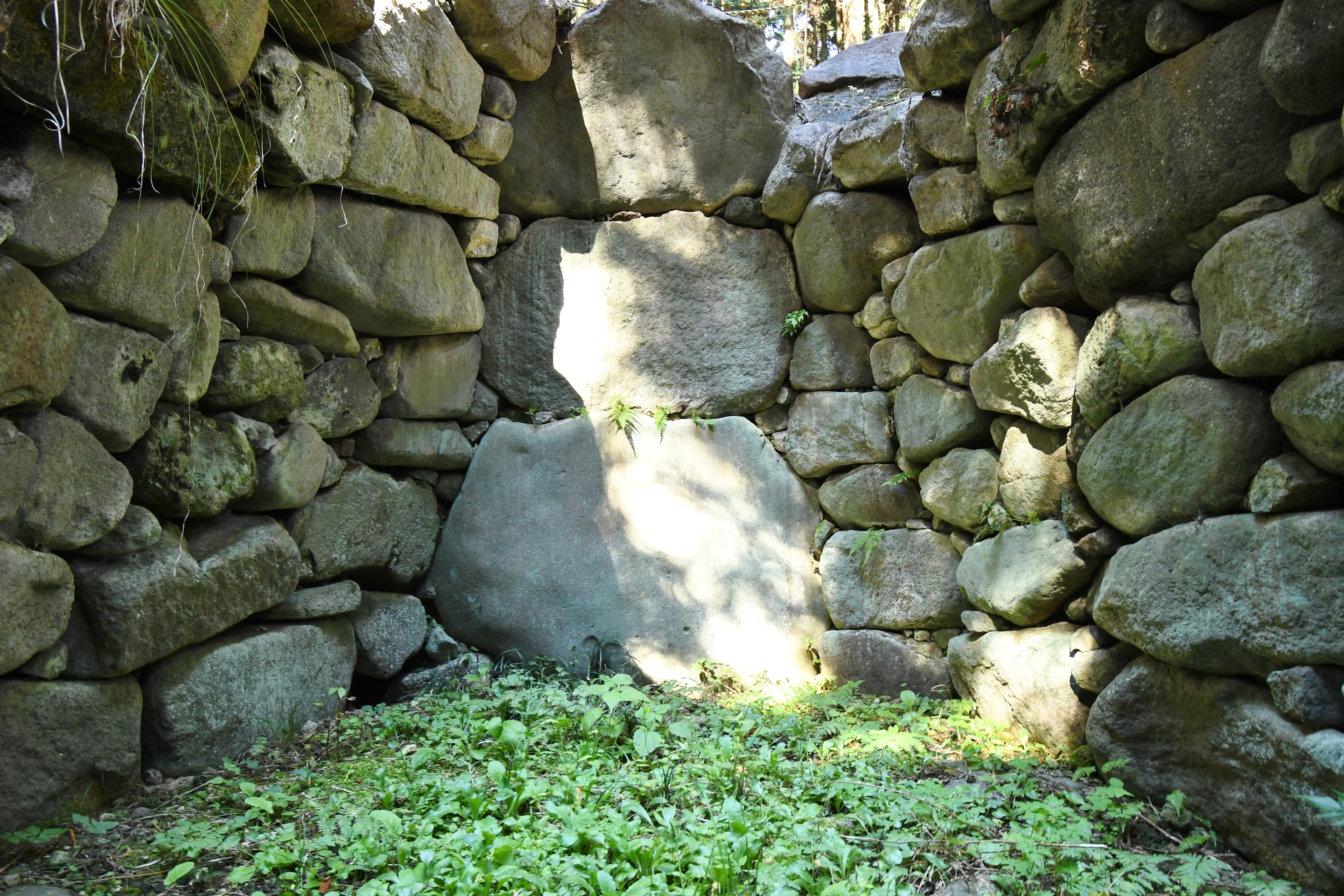
玄室（奥壁方向）
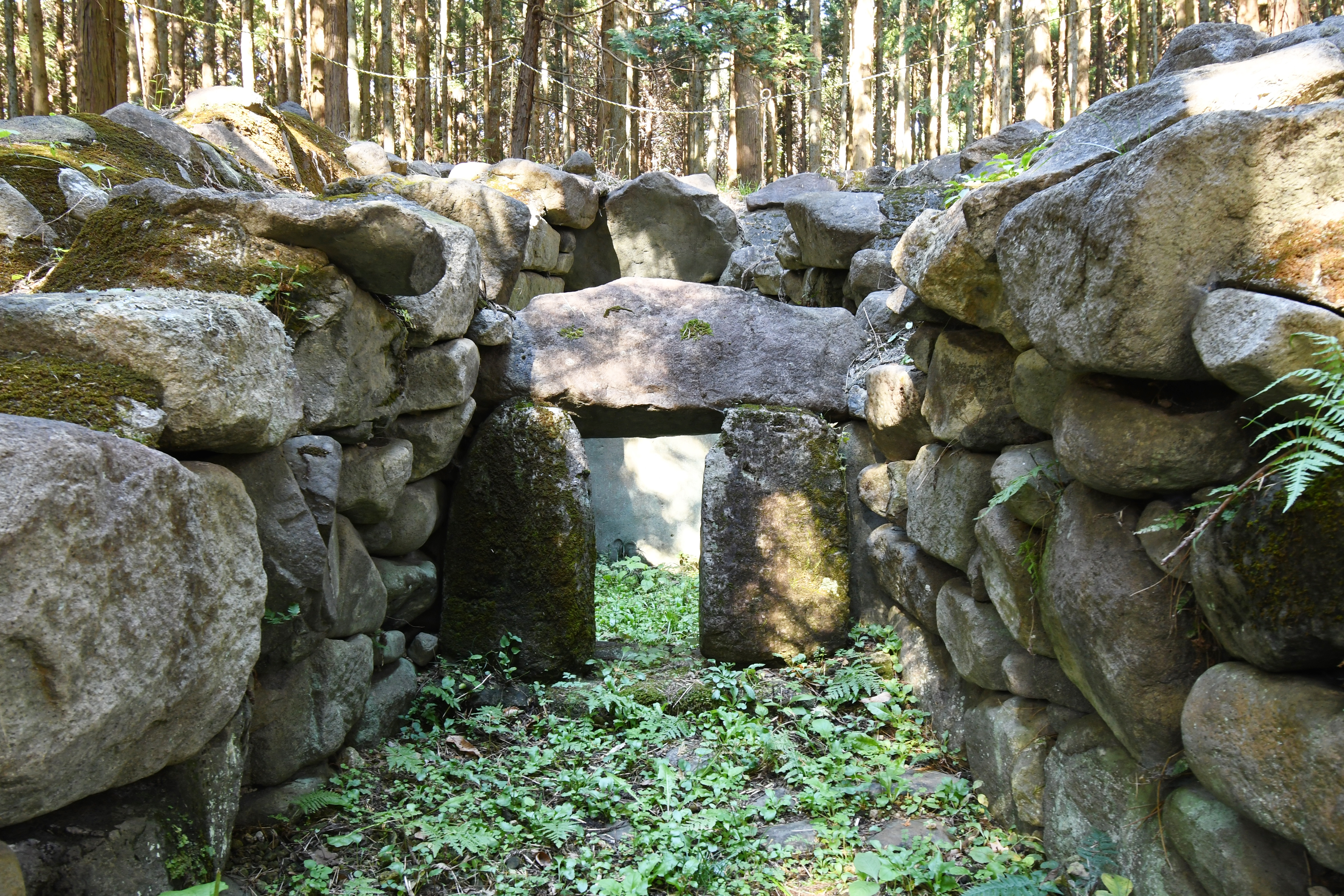
羨道（玄室方向）
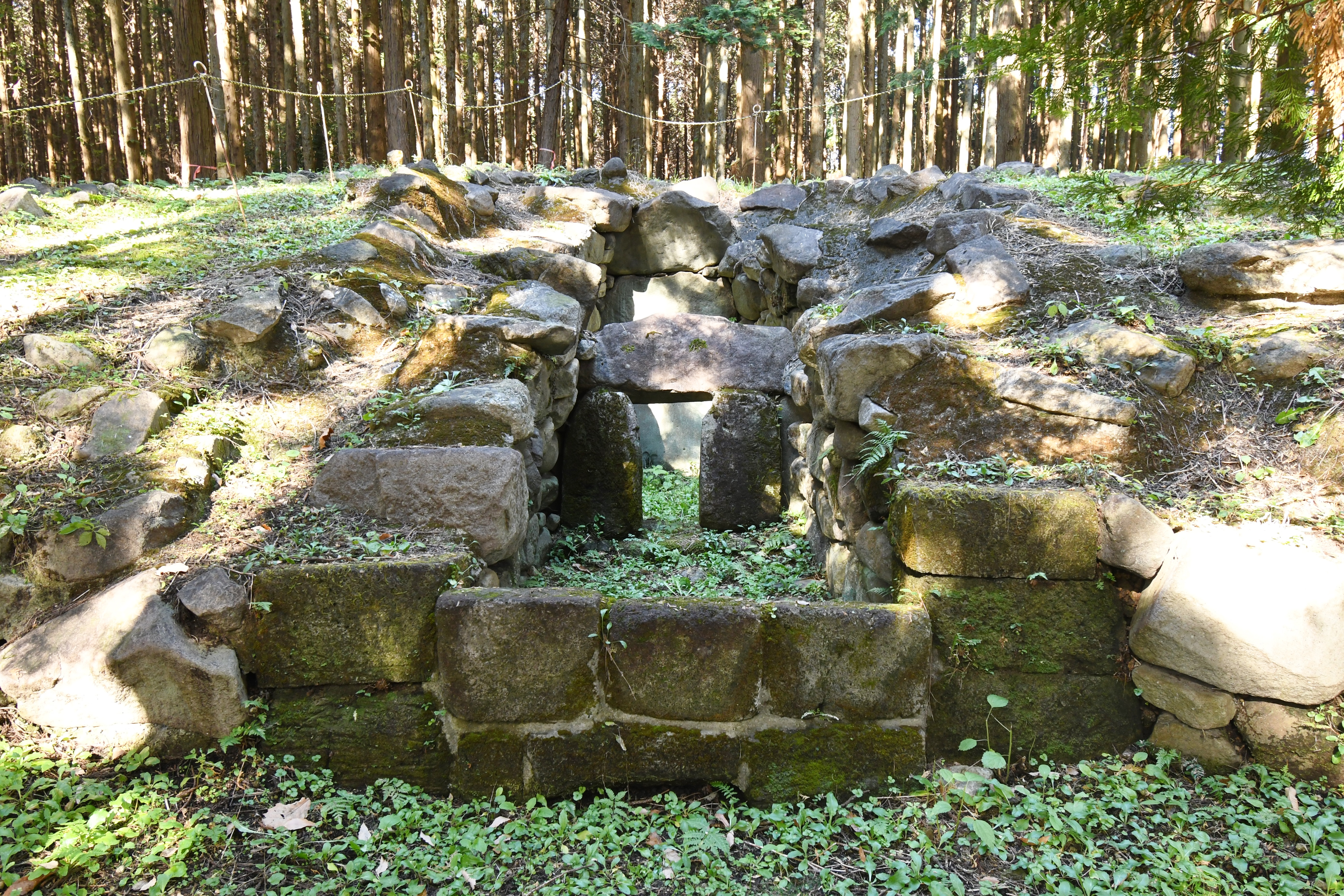
羨門

## 文化財

### 渋川市指定文化財
- 史跡
  - 金井古墳 - 1973年（昭和48年）8月20日指定[2]。

## 関連文献
（記事執筆に使用していない関連文献）
- 「金井古墳」『北群馬・渋川の歴史』北群馬渋川の歴史編纂委員会、1971年。
- 「金井古墳」『群馬県史 資料編3』群馬県、1981年。
- 「金井古墳」『渋川地区遺跡調査報告2 -昭和56年度～平成9年度調査遺跡の整理報告-（渋川市埋蔵文化財発掘調査報告書 第53集）』渋川市教育委員会、2022年。